# Moroni Torgan
Moroni Bing Torgan (Porto Alegre, 10 de junho de 1956) é um advogado, delegado da Polícia Federal e político brasileiro. Filiado ao Cidadania, foi deputado federal pelo estado do Ceará em quatro mandatos e candidato à prefeitura de Fortaleza em quatro ocasiões. Iniciou a sua carreira política em 1991 ao ser eleito para a Câmara dos Deputados, além de ter sido secretário de Segurança Pública do Ceará entre 1988 e 1990. Também foi vice-prefeito de Fortaleza entre 2017 e 2020. É formado em direito pela Universidade Federal do Rio Grande do Sul (UFRGS), além de ser líder religioso de A Igreja de Jesus Cristo dos Santos dos Últimos Dias.

## Biografia

### Primeiros anos e educação
Nascido em Porto Alegre, Rio Grande do Sul, em 10 de junho de 1956, Moroni formou-se em direito pela Universidade Federal do Rio Grande do Sul (UFRGS) em 1982. Antes de ingressar na carreira policial, atuou como atleta, fazendo parte de uma equipe campeã nacional de voleibol.

### Início da carreira policial e política (1983–1999)
Iniciou a sua carreira como delegado da Polícia Federal em 1983, em Fortaleza, no Ceará. Durante a sua atuação, foi responsável pela prisão de mais de 500 pessoas acusadas de tráfico de drogas. Ingressou na política em 1991, quando foi eleito deputado federal pelo Ceará, e foi autor da proposta de instalação da Comissão Parlamentar do Inquérito (CPI) do "Avanço e Impunidade do Narcotráfico" no seu primeiro mandato na casa. Em 1988 tornou-se secretário de Segurança Pública do Ceará, convidado pelo governador Tasso Jereissati, do Partido da Social Democracia Brasileira (PSDB), de quem foi vice de 1995 até ser reeleito para a Câmara, em 1999.

### Candidatura à prefeitura de Fortaleza (2000–2012)

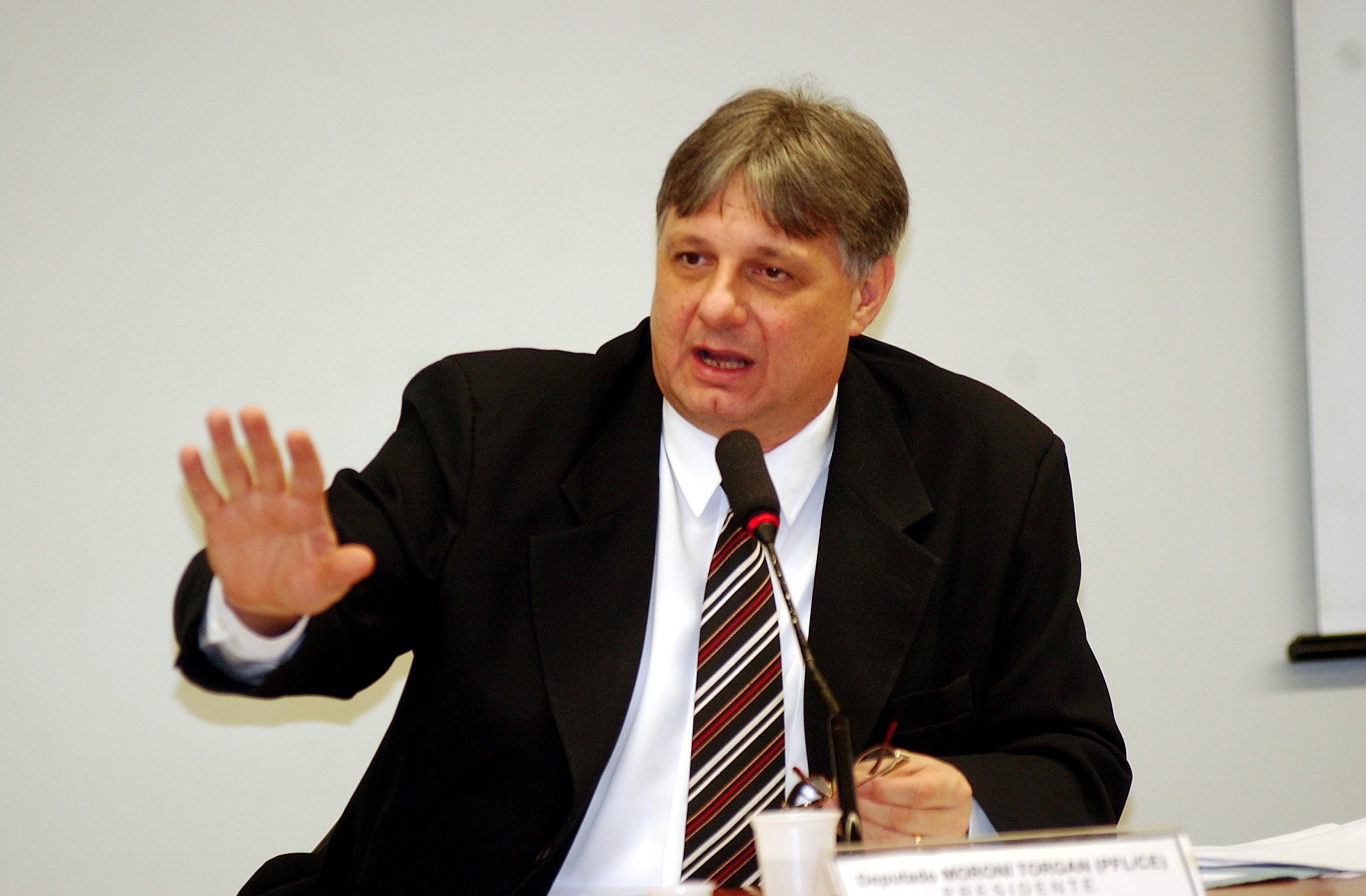
Moroni em 2006

Foi candidato pela primeira vez à prefeitura de Fortaleza em 2000, mas foi derrotado logo no primeiro turno. Na segunda vez, em 2004, assumiu a liderança nas pesquisas desde o início de sua campanha, mas foi derrotado no segundo turno, com 483.085 votos, pela candidata vitoriosa Luizianne Lins, do Partido dos Trabalhadores (PT).
Em 2006, apoiou e ajudou a coordenar a campanha de Lúcio Alcântara (PSDB) para governador e de Geraldo Alckmin, até então filiado ao PSDB, para presidente. Na mesma coligação, foi candidato pelo extinto Partido da Frente Liberal (PFL) ao Senado Federal, porém ficou em segundo lugar com 45,9% dos votos válidos, tendo sido derrotado pelo candidato de Cid Gomes, Inácio Arruda do Partido Comunista do Brasil (PCdoB), que teve 52,25%.
Voltou a ser candidato a prefeito em 2008, tendo o empresário Alexandre Pereira, então filiado ao Partido Democrático Trabalhista (PDT), como vice, mas foi derrotado novamente em primeiro turno pela petista Luizianne Lins. Em 2012, Moroni escolheu o médico Dr. Lineu Jucá como vice e chegou a assumir a liderança nas pesquisas com 32%, mas foi derrotado no primeiro turno e as eleições seguiram com Roberto Cláudio, do Partido Socialista Brasileiro (PSB) e Elmano de Freitas (PT). No segundo turno, Roberto Cláudio, apoiado por Moroni, vence por 53% contra 47% de Elmano de Freitas.

### Vida religiosa e retorno à política (2009–atualmente)
Em 2009, Moroni anunciou que deixaria a vida pública temporariamente para dedicar-se à sua religião, retornando somente em 2014, quando foi candidato a deputado federal pelo Democratas, com 277.774 votos, sendo o mais votado das eleições no Ceará. Em  2016, foi escolhido como candidato a vice-prefeito na chapa de seu antigo rival Roberto Cláudio, do Partido Democrático Trabalhista (PDT).
Nas eleições de 2022, voltou a ser candidato a deputado federal. Dessa vez, filiado ao Cidadania. Porém, não obteve sucesso, e obteve apenas 17.582 votos. Do total, mais de 12.700 votos foram somente em Fortaleza.

## Vida pessoal
Moroni Torgan é casado com Rosa Caldas e tem dois filhos, Mosiah e Jared. É também membro de A Igreja de Jesus Cristo dos Santos dos Últimos Dias, e foi presidente de estaca em Fortaleza de 1985 a 1991, e entre 2009 e 2012 serviu como Presidente de Missão da Igreja em Lisboa. No mesmo ano, foi chamado para servir como Setenta no Brasil.